# Mòng két (màu)
 #008080 
Màu xanh mòng két (teal) là màu xanh lá cây ánh xanh lam, với sắc lục nhiều hơn xanh lơ và, vì thế, sẫm hơn. Nó có tên như vậy là do có màu gần với màu lông cánh của mòng két (động vật họ Anatidae giống Anas loài Crecca).

## Tọa độ màu
```
Số Hex
 = #008080

RGB
 (r, g, b) = (0, 128, 128)

CMYK
 (c, m, y, k) = (100, 0, 0, 50)

HSV
 (h, s, v) = (180, 100, 50)
```